# Archibald Douglas (1er duc de Douglas)
Archibald Douglas, 1er duc de Douglas (15 octobre 1694 – 21 juillet 1761) est un noble écossais.

## Biographie
Il est le deuxième fils de James Douglas (2e marquis de Douglas), de son second mariage. Son frère aîné, William, est mort dans la petite enfance, en 1694, et Archibald est, par la suite, titré comte d'Angus.
Il succède à son père en 1700, et le 10 avril 1703, est créé duc de Douglas, marquis de Angus et Abernethy, vicomte de Jedburgh, et Lord Douglas de Bonkill, Prestoun, et Robertoun. Il est porteur de la Couronne D’Écosse lors des occasions d'état, il l'a envoyée au Château d'Édimbourg après la fermeture du dernier Parlement d'Écosse.
Au cours de la Rébellion jacobite de 1715, Douglas prend parti pour les Hanovre, et conduit les volontaires à cheval à la Bataille de Sheriffmuir. Douglas est progressivement devenu excentrique, et peut-être fou, épousant Marguerite Douglas . Il tue le capitaine John Kerr (le fils naturel de son oncle, Lord Mark Kerr), au château de Douglas, et est forcé de fuir pendant un certain temps en Hollande. Sa résidence du château de Douglas est pillée par les Highlanders pendant le soulèvement de 1745.
Il s'est brouillé avec sa sœur, Lady Jane Douglas, quand il découvre son mariage secret avec John Stewart de Grantully, et la traite avec une grande cruauté. En 1755, le château Douglas brûle, et il embauche Robert Adam pour le reconstruire, mais le travail n'est jamais fini, interrompu par la mort du duc. Le duc épouse Margaret Douglas, fille de James Douglas de Mains, en 1758, qui réussit à le réconcilier avec Archibald, son neveu, fils de Lady Jane (qui est morte en 1754). Le duc lui lègue ses propriétés, une décision qui a conduit à la célèbre "Douglas Cause" lors de son décès, lorsque le duc de Hamilton (qui a hérité du titre de marquis de Douglas) et les siens ont contesté sans succès la légitimité d'Archibald.